# 大衛·鍾斯
大衛·法蘭·利維·鍾斯（英語：David Frank Llwyd Jones，1984年11月4日—），一般稱為大衛·鍾斯，英格蘭職業足球員，司職員中場，現時效力英格蘭球會般尼。
鍾斯在曼聯展開其職業生涯，但在未能躋身球隊陣容下外借加盟普雷斯頓、奈梅亨及打比郡。其後亦曾效力狼隊，2013年加盟般尼。

## 外部連結
- 足球数据库：大衛·鍾斯的球员统计数据
- ESPN Soccernet Profile[]